# Pterognathia atrox
Pterognathia atrox är en djurart som tillhör fylumet käkmaskar, och som beskrevs av Wolfgang Sterrer 1969. Pterognathia atrox ingår i släktet Pterognathia och familjen Pterognathiidae. Arten är reproducerande i Sverige. Inga underarter finns listade i Catalogue of Life.